# Don Tolhurst
Donald Cecil „Don” Tolhurst (ur. 24 czerwca 1929 w Sydney, zm. 21 lutego 2005 w Helensburgh) – australijski strzelec, olimpijczyk.
Czterokrotny uczestnik igrzysk olimpijskich (IO 1956, IO 1960, IO 1964, IO 1968). Siedmiokrotnie startował na zawodach olimpijskich, przede wszystkim w strzelaniu z karabinu małokalibrowego w trzech postawach z 50 metrów, w którym pojawił się na każdych igrzyskach (najwyższe miejsce zajął w 1964 roku w Tokio, gdzie był 10. zawodnikiem turnieju). Poza tym dwukrotnie uczestniczył w strzelaniu z karabinu małokalibrowego leżąc z 50 metrów (najlepszy rezultat to również 10. pozycja, osiągnięta na zawodach w Melbourne) i jednokrotnie w karabinie dowolnym w trzech postawach z 300 metrów (31. miejsce na zawodach w Rzymie).
Był także trenerem, jego podopieczną była Susannah Smith (uczestniczka igrzysk Wspólnoty Narodów i wielokrotna medalistka mistrzostw Australii i Oceanii), którą trenował przez około 10 lat.

## Wyniki olimpijskie
| Igrzyska | Konkurencja                               | Wynik                           | Miejsce | Źródło |
| -------- | ----------------------------------------- | ------------------------------- | ------- | ------ |
| IO 1956  | Karabin małokalibrowy, trzy postawy, 50 m | 1131 pkt. (393-389-349)         | 27      | [ 3 ]  |
| IO 1956  | Karabin małokalibrowy leżąc, 50 m         | 596 pkt. (100-98-100-99-99-100) | 10      | [ 4 ]  |
| IO 1960  | Karabin dowolny, trzy postawy, 300 m      | 1049 pkt. (380-353-316)         | 31      | [ 5 ]  |
| IO 1960  | Karabin małokalibrowy, trzy postawy, 50 m | 1113 pkt. (388-376-349)         | 27      | [ 6 ]  |
| IO 1960  | Karabin małokalibrowy leżąc, 50 m         | 574 pkt. (94-93-99-94-96-98)    | 38      | [ 7 ]  |
| IO 1964  | Karabin małokalibrowy, trzy postawy, 50 m | 1141 pkt. (396-386-359)         | 10      | [ 8 ]  |
| IO 1968  | Karabin małokalibrowy, trzy postawy, 50 m | 1136 pkt. (394-384-358)         | 28      | [ 9 ]  |